# Limnephilus auricula
Limnephilus auricula är en nattsländeart som beskrevs av John Curtis 1834. Limnephilus auricula ingår i släktet Limnephilus och familjen husmasknattsländor. Arten är reproducerande i Sverige. Inga underarter finns listade i Catalogue of Life.

## Bildgalleri

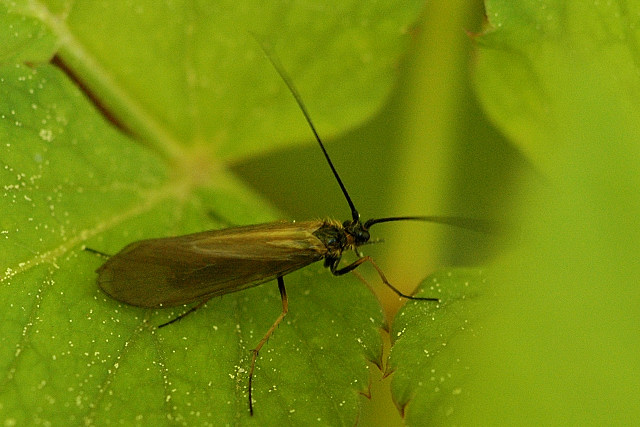
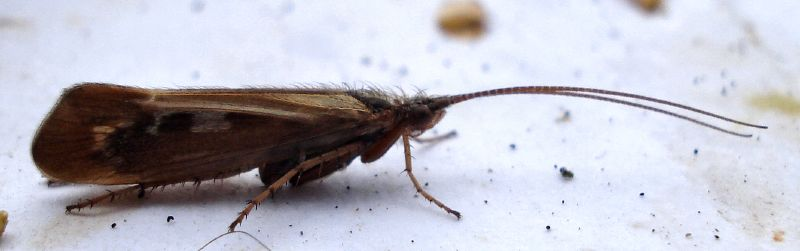
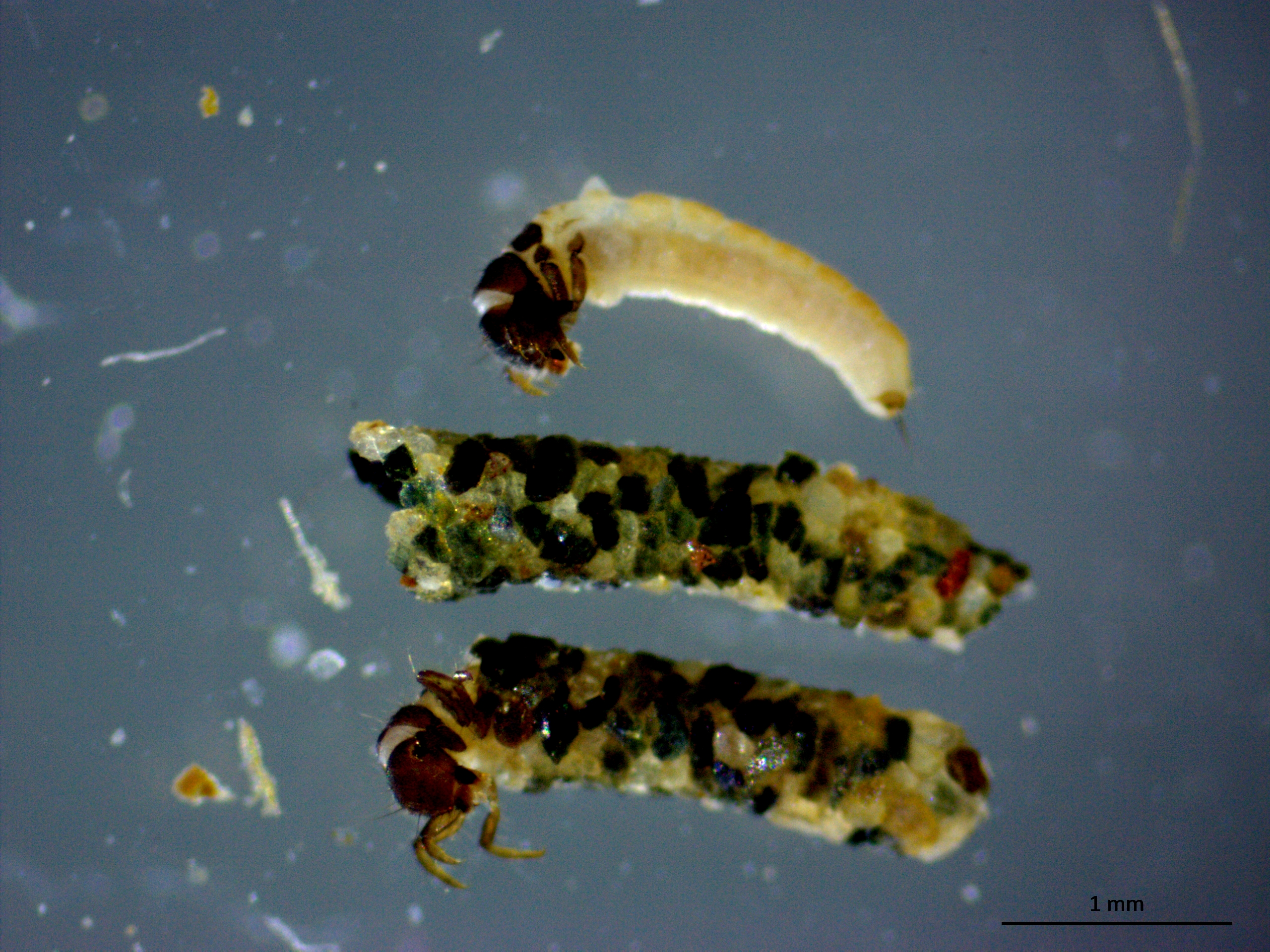
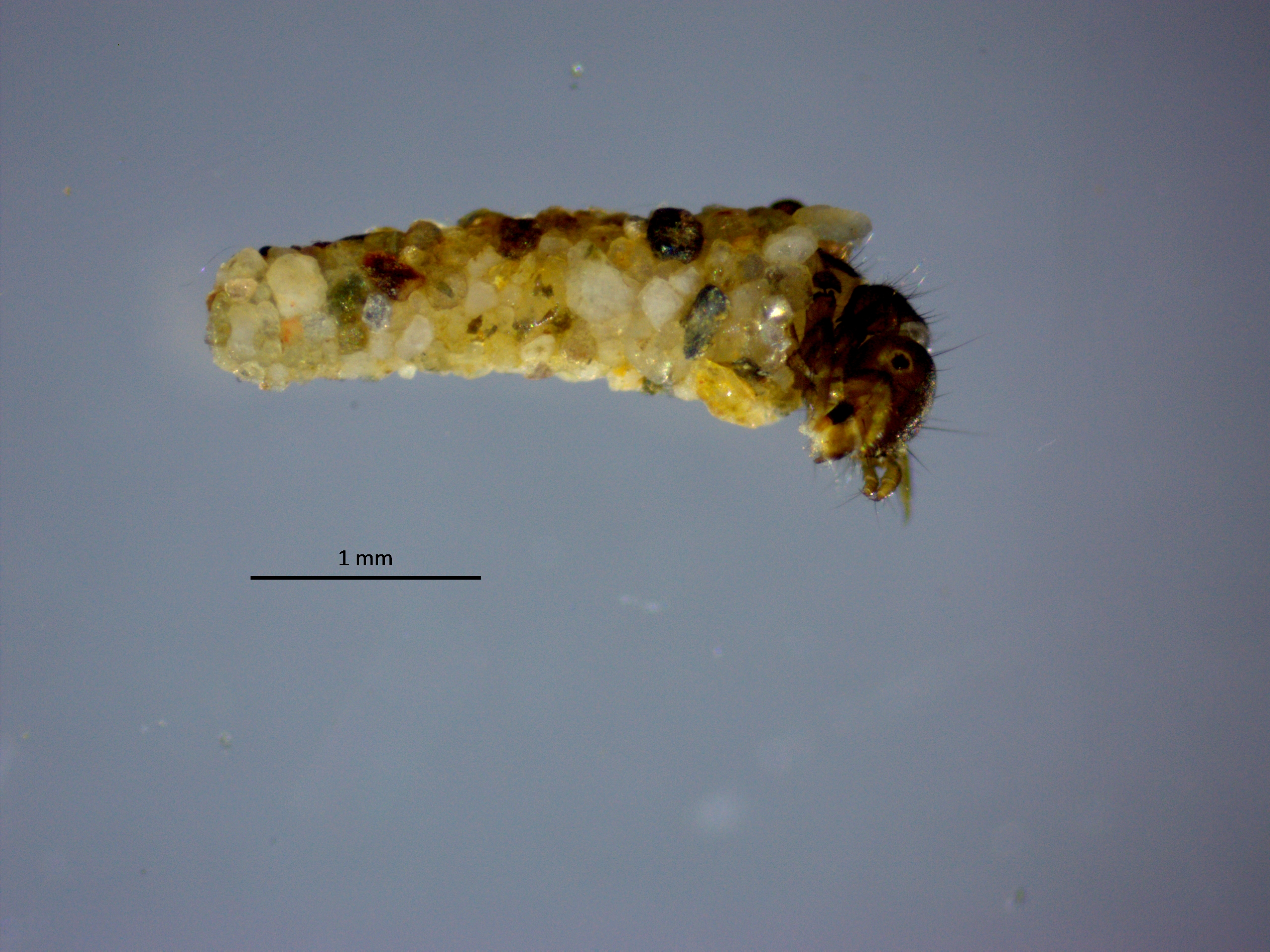